# 龙州 (陕西)
龙州，中国西夏时设置的州。
唐朝的石堡镇，治所在今陕西省靖边县南。宋真宗至道年间被党项族李继迁所占据，西夏升为龙州。属于下等司，治所在今陕西省靖边县南。辖境约当今陕西省靖边县一带。12世纪初龙州又被北宋收复，改为威德军。